# Picot garser de Maratha
El picot garser de Maratha(Leiopicus mahrattensis) és una espècie d'ocell de la família dels pícids (Picidae) que habita boscos àrids, deserts, zones amb bambú i encara ciutats de l'est del Pakistan, l'Índia, Sri Lanka, oest, centre i sud de Myanmar, centre i nord-est de Tailàndia i sud de Laos. Ha estat considerat l'única espècie del gènere Leiopicus Bonaparte, 1801, però fa poc s'ha inclòs també dins aquest gènere dues espècies més: L. auriceps i L. medius.